# Mecyclothorax bembidioides
Mecyclothorax bembidioides (лат.) — вид жуков-жужелиц рода Mecyclothorax из подсемейства Псидрины.

## Распространение
Встречаются в окрестностях вулкана Mauna Loa на острове Гавайи из группы Гавайских островов. Широко распространен в наветренных тропических лесах, от гор Кохала к югу до региона Кау у Мауна-Лоа. Встречается во влажных горных древовидных папоротниковых лесах на высоте 700—1300 м над уровнем моря. Особи были собраны в мёртвых ветвях древовидного папоротника Cibotium.

## Описание
Мелкие жужелицы, длина около 5 мм (от 3,6 до 4,7 мм). Голова, переднеспинка и надкрылья блестяще-рыжие, основание переднеспинки посередине и промежутки между штрихами надкрылий темнее, вершина надкрылий у некоторых экземпляров узко светлее. Похож на М. paradoxus и M. perpolitus в поперечной переднеспинке с неясно выемчатыми латеробазальными краями и тупо-закругленными задними углами, но мельче размерами; переднее поперечное вдавление переднеспинки глубоко врезано, в самой глубокой части мелко пунктировано до сглаженности. Надкрылья узкие в основании, плечи округлые, что придает надкрыльям яйцевидную форму.

## Таксономия
Вид был впервые описан в 1879 году английским энтомологом Томасом Блэкберном (1844—1912), а его валидный статус подтверждён в ходе ревизии, проведённой в 2008 году американским колеоптерологом James Kenneth Liebherr (Cornell University, Итака, США).